# Gournay-Loizé
Gournay-Loizé era una comuna francesa situada en el departamento de Deux-Sèvres, de la región de Nueva Aquitania, que el uno de enero de 2017 pasó a ser una comuna delegada de la comuna nueva de Alloinay al unirse con la comuna de Les Alleuds.

## Demografía
| Gráfica de evolución demográfica de Gournay-Loizé entre 1800 y 2014 |
|                                                                     |

Los datos demográficos contemplados en este gráfico de la comuna de Gournay-Loizé se han cogido de 1800 a 1999 de la página francesa EHESS/Cassini, y los demás datos de la página del INSEE.